# Hàng không năm 1976
Đây là danh sách các sự kiện hàng không nổi bật xảy ra trong năm 1976:

## Chuyến bay đầu tiên
Tháng 7
- 3 tháng 7 - Piaggio P.166 I-PJAG
- 30 tháng 7 - HAL Kiran Mk II U738

Tháng 8
- 9 tháng 8 - Boeing YC-14 72-1873
- 12 tháng 8 - Aermacchi MB-339 I-NOVE
- 13 tháng 8 - Bell 222 N9988K
- 27 tháng 8 - PZL-Mielec M-18 Dromader

Tháng 10
- 10 tháng 10 - Embraer EMB 121 Xingu PP-ZXI
- 12 tháng 10 - Sikorsky S-72 NASA545

Tháng 11
- 7 tháng 11 - Dassault Falcon 50 F-WAMD

Tháng 12
- 1 tháng 12 - Ahrens AR 404 N404AR
- 16 tháng 12 - Shuttle Carrier Aircraft NASA905
- 22 tháng 12 - Ilyushin Il-86 CCCP-86000

## Bắt đầu hoạt động
Tháng 1
- 21 tháng 1 - Concorde, trong British Airways và Air France

Tháng 8
- 24 tháng 8 - Shorts 330 trong Time Air

Tháng 11
- Hawker Siddeley Hawk T1 trong Không quân Hoàng gia Anh